# 킬리만자로주

킬리만자로 주의 위치

킬리만자로주(Kilimanjaro)는 탄자니아 북동부에 위치한 주로, 주도는 모시이며 인구는 1,381,149명(2002년 기준)이다. 북쪽과 동쪽으로는 케냐와 국경을 맞대고 있으며 남쪽으로는 탕가 주, 남서쪽으로는 마냐라 주, 서쪽으로는 아루샤 주와 인접해 있다. 킬리만자로 산이 위치한다.

## 같이 보기
- 킬리만자로 국립공원
- 모시 (도시)